# Státní znak Východního Timoru
Státní znak Východního Timoru (označován jako belak) je emblémem, který má spíš podobu pečeti než klasického znaku, a je popsaný v zákoně zcela neheraldickým popisem, takže je velmi obtížné znak nakreslit pouze podle tohoto popisu. Některé detaily jsou však popsány velmi podrobně.
Základem státního znaku je bílé kruhové pole v bílém, rudě (plamenně červeně) lemovaném mezikruží s rudě napsaným úředním názvem státu v portugalštině nahoře REPÚBLICA DEMOCRÁTICA DE TIMOR-LESTE (česky Demokratická republika Východní Timor) a dole jeho zkratkou (RDTL). V bílém centrálním poli je vlastní znak, kde je dle popisu v zákoně (v oddílu IV, článku 6, odst. 1, písm. d, e) zobrazena insignie Monte Ramelau (nejvyšší hory státu). Hora je (dle písmena d) v okrajové části namalovaná rudě, ve střední části černě a je lemována zlatožlutou čarou. Insignie má (dle písmena e) „pyramidální formu" (jehlanový tvar) a je „tvořena čtyřmi úhly, třemi úhly v dolní části obrácenými dolů a jedním úhlem v horní části obráceným nahoru, přičemž jejich strany jsou zaobleny“.
Heraldickým popisem je insignií míněn štít, který svým tvarem připomíná převrácený empírový heraldický štít (tj. hrotem nahoru). Štít je červený, v jeho středu je další, černý, žlutě lemovaný štít stejného tvaru. V horní části černého pole je bílá pěticípá hvězda. Z ní vyzařuje směrem dolů pět rozšiřujících se paprsků, končících na horním okraji rozevřené knihy s rudě červenými deskami a stránkami a se zlatožlutou ořízkou v zápatí stránky, která má na pravé straně (míněno neheraldicky) čtyři vodorovné čáry a na levé pět čar znázorňujících řádky textu. Kniha je položena přes zlatožluté ozubené kolo spočívající na základně stejné barvy. Po stranách knihy a ozubeného kola jsou svěšené (tj. dolů obrácené) zlatožlutý klas rýže (háre fulin) a kukuřice (batar fulin). V dolní části černého pole je položena vodorovně útočná puška AK-47/Galaxi v černé barvě s bílou kresbou, podložená kosmo šípem bez opeření (diman), pod nimi je taktéž vodorovně zlatožlutý luk (rama-inan) obrácený tětivou nahoru. Pod štítem je bílá, dvakrát přeložená stuha se světle červenými okraji, kopírujícími dolní okraj štítu s portugalským mottem UNIDADE ACÇÃO PROGRESSO (česky Jednota, akce, pokrok). V příloze zákona č. 3 je zobrazen znak.
Emblém symbolizuje zeměkouli, která zahrnuje i území Východního Timoru a je symbolem národní jednoty. Barvy obnoveného znaku vycházejí z barev státní vlajky, inspirované symboly hlavní politické strany FRETILIN (Revoluční fronty nezávislosti Východního Timoru – Frente Revolucionária do Timor Leste Independente). Bílá barva figur symbolizuje mír, zlatožlutá barva připomíná bohatství a černá barva představuje tmářství, které je nutné porazit. Červená barva symbolizuje lásku k vlasti a boj za národní osvobození. Bílé paprsky, vycházející z hvězdy, symbolizují světlo solidarity a odhodlanost přinést všem lidem mír. Pět cípů hvězdy znamená světlo šlechetnosti a poctivosti, které vede lid k míru. Soubor čtyř úhlů, zmíněných u insignie Monte Ramelau, symbolizuje princip oddělení mocí a vzájemné závislosti orgánů svrchovanosti státu. Otevřena kniha, ozubené kolo a plodiny symbolizují lidovou moudrost a schopnost v kontextu rozvoje v oblastech školství, kultury, sociální spravedlnosti, jakož i v zemědělských a průmyslových oblastech. Zbraně znázorňují staleté hodnoty boje lidu za národní osvobození a lidovou sebeobranu za čest a důstojnost svrchovanosti státu. Heslo na stuze („Jednota, akce, pokrok“) připomíná základní hodnoty politiky a morálky, na kterých spočívá život národa a lidu.

## Historie
28. listopadu 1975 vyhlásil Východní Timor nezávislost na Portugalsku (pod názvem Východotimorská lidově demokratická republika). Státní znak byl téměř shodný se znakem současným. Byl tvořen neobvyklým štítem s vyobrazenou otevřenou knihou, položenou na ozobené kolo. Zleva byl klas kukuřičný, zprava rýžový. V horní části štítu byla pěticípá hvězda, v dolní samopal, luk a šípy. Pod štítem byla dvakrát přeložená stuha s portugalským mottem UNIDADE, ACÇÃO, PROGRESSO (česky Jednota, akce, pokrok). Symbolika figur na štítu je zřejmá: vzdělání, průmysl a zemědělství. Hvězda symbolizovala internacionalismus a solidaritu. Zbraně byly vykládány jako symboly obrany svobody. (není obrázek)
Již 7. prosince vyslal indonéský prezident Suharto do Dili vojska, 1. června 1976 byla země anektována a 17. července prohlášena 27. provincií Indonésie. Jednala tak na žádost východotimorské opozice z obav, že by oblast mohli ovládnout komunisté.
Před obnovením nezávislosti v roce 2002 užíval Východní Timor emblém (pečeť) s vyobrazením krokodýla doprovázený dalšími ornamenty položený do mezikruží s nápisem GOVERNO a TIMOR LESTE (česky Vláda a Východní Timor).
Ještě před vyhlášením nezávislosti byla projednávána podoba státního znaku. Zřejmě v září 2001 se sešla se řada rozmanitých návrhů, které však v různých kombinacích znázorňovaly jako hlavní motivy tradiční dům, horu Monte Ramelau (místo předků), tradiční meč, kopí nebo dýku (symbol dlouhého úsilí o nezávislost), bavlnu, rýži, ostrov Timor, krokodýla (připomíná tvarem ostrov Timor, ale současně připomíná lidovou mytologii), holubici (reprezentující mír, nebo svatého Ducha, doručuje zprávy o míru), kohouta (připomínka portugalských časů), obrazy lidí v tradičním oblečení (reprezentující kulturní společnost), bibli nebo kříž (důraz na křesťanské náboženství), slunce.
Ústava Demokratické republiky Východní Timor byla přijata 22. března 2002. 20. května 2002 pak byla formálně vyhlášena nezávislost. Na rozdíl od vlajky, která byla dohodnuta zástupci Ústavodárného shromáždění již 12. prosince 2001, odkazuje ústava pouze na stanovení znaku v budoucnosti. Až teprve v srpnu 2002 se objevily první informace o znaku nového státu (bez údajů o datu zavedení). Znak vycházel ze symbolu CRNT (Conselho Nacional de Resistência Timorense, česky Národní rada timorského odporu), která vznikla v dubnu 1998. Štít znaku CNRT byl položen do jiného, černého a tence zlatě lemovaného štítu. Ten byl položen na zlaté slunce se čtrnácti paprsky (vidět jsou pouze paprsky). Tento emblém byl vložen do kruhového, bílého pole, lemovaným světle modrým mezikružím. V mezikruží byl černý opis úředního názvu státu v portugalštině REPÚBLICA DEMOCRÁTICA DE TIMOR-LESTE, oddělený po obou stranách bílými pěticípými hvězdami od zkratky RTDL v dolní části. Pod emblémem byla červená, dvakrát přeložená stuha s černým heslem HONRA, PÁTRIA E POVO (česky Čest, vlast a lid).

Pečeť Východního Timoru (1999–2002)
Východotimorský státní znak (2002–2007)

Provizorní emblém byl zákonodárným shromážděním Východního Timoru nahrazen, přijetím zákona o státních symbolech 7. listopadu 2006, definitivním znakem, platným dodnes. Právní předpis vstoupil v platnost po podepsání prvním prezidentem Východního Timoru Xananem Gusmãem 17. ledna 2007 a byl publikován pod číslem 2/2007. Jednalo se o doplněný znak z roku 1975. Symbolika, na rozdíl od povrchně známého výkladu z roku 1975, je složitě definována novým zákonem.